# Rugisbalm

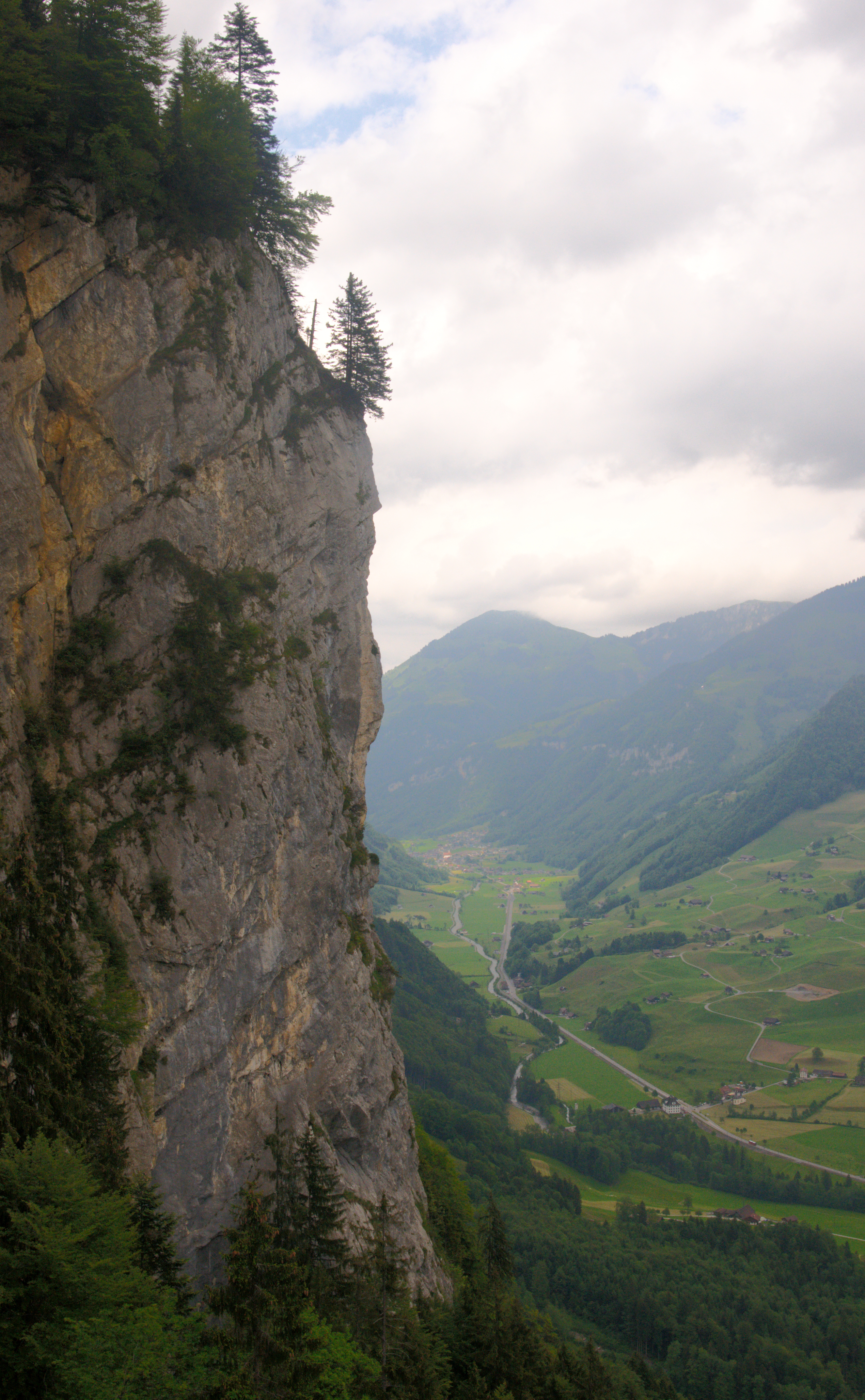
Ausblick von der Rugisbalm-Luftseilbahn ins untere Engelbergertal

Rugisbalm ist eine Alp im Schweizer Kanton Nidwalden.

## Lage
Die Rugisbalm liegt auf rund 880 Metern auf der westlichen Talseite oberhalb der unteren Engelberger Aa. Auf der Alpe befindet sich ein Gehöft. Von diesem aus wird auch die westlich auf rund 1'200 m bis 1'600 m gelegene Alp Eggen bewirtschaftet.
Eggen ist ein günstig gelegener Ausgangspunkt für Wanderungen, beispielsweise über den Lutersee nach Engelberg oder über den Storeggpass ins Melchtal.

## Seilbahn
Vom Talgrund führt eine kleine Luftseilbahn in zwei Sektionen zunächst zum Gehöft auf Rugisbalm und von dort aus weiter zur Bergstation Eggen. Sie wird privat von der Familie Töngi betrieben und ist ein typisches Exemplar eines sogenannten Buirebähnli für den Personen- und Lastentransport in der alpinen Landwirtschaft. Viele dieser Seilbahnen wurden in den 1930er und 1940er Jahren erbaut; zunächst als offene Holzkisten mit Platz für höchstens vier Personen. Sie dienten zunächst ausschliesslich privaten Zwecken. Ab den 1950er Jahren nutzten Bauern ihre Buirebähnli als zusätzliche Einnahmequelle, indem sie gegen Entgelt Touristen auf den Berg beförderten.

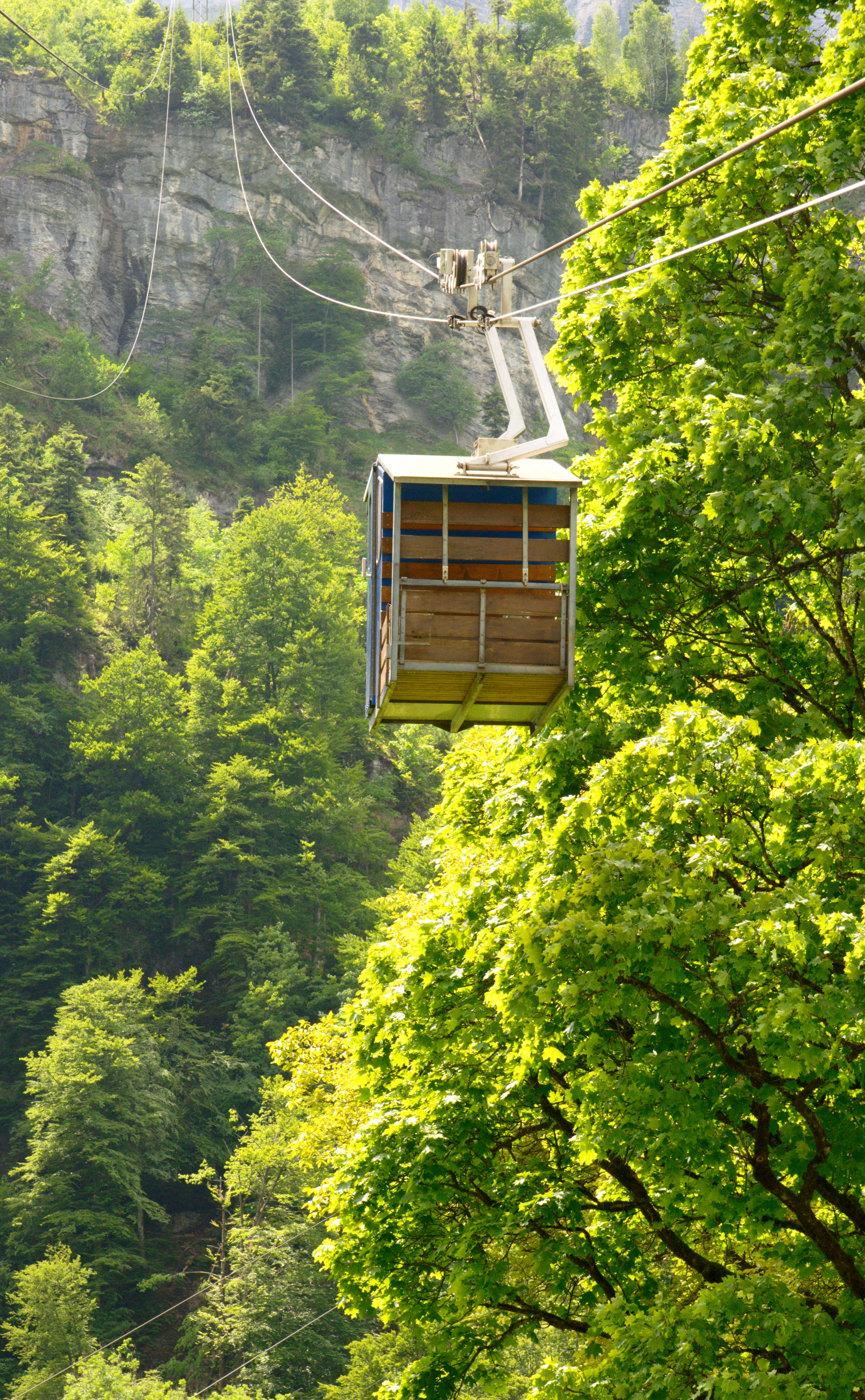
Gondel der Seilbahn in Fahrt, im unteren Segment

Aufgrund strengerer Sicherheitsbestimmungen und entsprechendem Finanzbedarf geht deren Zahl in jüngerer Vergangenheit zurück. Bei der Rugisbalm-Bahn entstanden allein für die Modernisierung der oberen Sektion im Jahr 2011 Kosten von 900'000 Franken. Nur durch Zuschüsse von Bund und Kanton und durch die Einnahmen aus dem Transport von Touristen konnte die Familie Töngi diese Investition leisten.
Die Seilbahn fährt auf Abruf: Man setzt sich hinein und meldet sich per Telefon, woraufhin ein Mitglied der Familie Töngi die Gondel in Bewegung setzt. Anders als bei den meisten Seilbahnen hängen die Gondeln nicht pendelnd an einem zentralen Laufwerk, sondern sind vorn und hinten aufgehängt. Somit neigen sie sich entsprechend der Steigung des Tragseils und kippen nach vorn oder hinten, wenn sich diese ändert. Besonders eindrucksvoll ist dieser Effekt bei der Talfahrt in der unteren Sektion, wenn die Gondel den Mast auf der Felskante passiert und das Tragseil sich jäh in Richtung Talgrund neigt.